# Tema de Salonica
O Tema de Salonica ou Tema de Tessalônica (português brasileiro) ou Tessalónica (português europeu) (em grego: θέμα Θεσσαλονίκης), chamado também de Tema Salônico, foi um tema (província civil-militar) localizado nos Bálcãs e que englobava várias partes da Macedônia Central e Ocidental. Sua capital era Salonica, a segunda cidade mais importante do Império Bizantino.

## História
No final da Antiguidade, Salonica era a capital da província romana da Macedônia e da Diocese da Macedônia, além de ser a sede do prefeito pretoriano da Ilíria. Com a perda da maior parte do interior da península balcânica para as invasões eslavas no século VII, porém, a autoridade do prefeito (em grego: eparchos - "eparca") ficou confinada à cidade e seus subúrbios. O eparca continuou a governar Salonica até o início do século IX, quando foi substituído por um estratego encarregado pelo recém-criado Tema da Salonica.
O estratego de Salonica aparece pela primeira vez nas fontes em 836, mas uma carta do imperador Miguel II, o Amoriano (r. 820–829) ao rei do francos Luís, o Piedoso (r. 814-840)), parece indicar que o tema já existia em 824. O historiador Warren Treadgold data a criação do tema c. 809, durante as campanhas contra os eslavos do imperador Nicéforo I, o Logóteta (r. 802–811), que estendeu o domínio bizantino até a zona rural da cidade. Treadgold vai adiante e conjectura que as tropas do tema no século IX contavam com 2 000 soldados. Para o leste, o tema ia até o rio Estrimão e o tema homônimo. Ao sul, ele fazia fronteira com o Tema da Hélade, na parte norte da Tessália. As suas fronteiras oeste e norte são incertas, flutuando de acordo com a maré das constantes guerras entre os bizantinos, as tribos eslavas e, eventualmente, os búlgaros.
Sob o imperador bizantino João I Tzimisces (r. 969–976), um duque, que comandava tropas de um tagma profissional aquarteladas ali, se mudou para a cidade e parece ter tido um comando paralelo ao do estratego, até que posteriormente assumiu as funções deste. No século XI, o Ducado de Salonica tinha tamanha importância que o cargo geralmente era exercido por um membro da família imperial. A cidade e a maior parte da Macedônia foram conquistadas pelos latinos após a Quarta Cruzada e viraram o Reino de Salonica, que perdurou até 1224, quando foi capturado pelo Despotado de Epiro, um dos estados herdeiros do Império Bizantino, e tornar-se-ia o efêmero Império de Salonica.
O tema foi reconstituído após a cidade e a maior parte da Macedônia ter sido subjugada pelo Império de Niceia (outro dos herdeiros de Bizâncio) em 1246 e sobreviveu até ser capturado pelos turcos otomanos em 1392. Nesta época, porém, o tema havia sido reduzido essencialmente à própria cidade. Reconquistada pelo Império Bizantino em 1402, a cidade tarnar-se-ia capital de um despotado até ser entregue aos venezianos em 1423 (após outro cerco pelos otomanos) e ser efetivamente conquistada pelos turcos em 1430.